# Hemerobius cylindricus
Hemerobius cylindricus is een insect uit de familie van de bruine gaasvliegen (Hemerobiidae), die tot de orde netvleugeligen (Neuroptera) behoort. 
Hemerobius cylindricus is voor het eerst wetenschappelijk beschreven door Müller in 1776.